# Antonio Menéndez González (publicista)
Antonio Menéndez González fue un abogado, publicista y escritor mexicano, nacido en Mérida, Yucatán el 3 de marzo de 1926 y fallecido en la Ciudad de México el 29 de octubre de 1973.

## Datos biográficos
Hijo de Gabriel Menéndez Reyes escritor y editorialista y de Ofelia González. Nieto de Antonio Menéndez de la Peña, pedagogo cubano mexicano del siglo XIX que descolló por sus servicios a la comunidad maya de Yucatán en donde se estableció después de salir de su tierra natal, Cuba. 
Antonio, el nieto, fue profesor de la Facultad de Ciencias Políticas y Sociales de la Universidad Nacional Autónoma de México y director del Consejo Nacional de la Publicidad de México, de 1960 a 1971, así como el primer director general de la Corporación Mexicana de Radio y Televisión (Canal 13), de 1971 a 1973, nombrado por el presidente Luis Echeverría Álvarez.
Fue también militante político del PRI, partido en el que actuó de manera crítica, particularmente en el campo de la propaganda política. Fue director de Relaciones Públicas del Instituto Nacional de la Juventud Mexicana (INJUVE) y catedrático de la Escuela de Administración y Comercio de la Universidad de Lima en Perú. 
Falleció en la Ciudad de México de un paro cardiorespiratorio a la edad de 47 años.

## Obra
- Diario de un conscripto.[2] (1946)
- Movilización Social. Sus técnicas: Publicidad, propaganda, relaciones públicas. (1960)
- Comunicación social y desarrollo. (1969)
- El pensamiento esencial de México. (1972)